# Чиквео
Чикве́о (англ. Chikweo) — традиційна громада у складі дистрикту Мачинга Південного регіону Малаві.
Населення — 83273 особи (2018).